# خوسيه لويس نافارو
خوسيه لويس نافارو (بالإنجليزية: José Luis Navarro)‏ ولد بتاريخ 28 يوليو 1962 في مدريد، هو دراج إسباني سابق.

## روابط خارجية
- خوسيه لويس نافارو على موقع أرشيف الدراجات (الإنجليزية)
- خوسيه لويس نافارو على موقع إحصائيات الدراجات الإحترافية (الإنجليزية)
- خوسيه لويس نافارو على موقع CycleBase (الإنجليزية)